# 무라야마번
무라야마 번(일본어: 村山藩 무라야마한[*])은 일본 에도 시대에 있던 번으로, 데와국 무라야마 군에 있었다.

## 번의 역사
덴나 2년(1682년), 요코스카 번 5만 석 영지의 번주였던 혼다 도시나가는 일족인 아카시번주 혼다 마사토시(本多政利)의 영지 몰수에 연좌되어 함께 영지를 몰수당했다. 이후 마사토시가 오쿠보번주로 복귀함에 따라, 도시나가도 무라야마 1만 석 영지를 받아 번주가 되었다. 도시나가는 겐로쿠 5년(1692년)에 사망하였고, 양자인 혼다 스케요시가 그 뒤를 이었다. 겐로쿠 12년(1699년), 스케요시가 이토이가와번으로 전봉되면서 무라야마 번은 17년 만에 폐지되었다. 짧은 시간 존속된 번이었기 때문에 번청 소재지나 번 통치에 관한 부분은 명확하지 않다.

## 역대 번주
1. 혼다 도시나가(本多利長) 재위 1682년 ~ 1692년
2. 혼다 스케요시(本多助芳) 재위 1693년 ~ 1699년